# Dithionan sodný
Dithionan sodný je důležitá sloučenina pro anorganickou chemii. jeho vzorec je Na2S2O6, kde jsou centrální atomy síry vázány přímo, bez kyslíkového můstku, přičemž každá síra je ve formálním mocenství VI., vzájemnou vazbou formálně sníženém o 1, tedy na V. Pozor na záměnu s dithioničitanem sodným, který je sloučeninou s velmi odlišnými vlastnostmi (na rozdíl od dithionanu má silné redukční vlastnosti), tato záměna se vyskytuje často, dokonce i v některých katalozích výrobců.

## Příprava
Připravuje se oxidací hydrogensiřičitanu sodného oxidem manganičitým:
2 NaHSO3 + MnO2 → Na2S2O6 + MnO + H2O
Případně může být připraven oxidací siřičitanu sodného stříbrným kationtem:
Na2SO3 + 2 Ag+ + SO 2−
3  → Na2S2O6 + 2 Ag0

## Podobné sloučeniny
- Thiosíran sodný (Na2S2O3)
- Disíran sodný (Na2S2O7)
- Dithioničitan sodný (Na2S2O4)
- Dithiosíran sodný (Na2S3O2)
- Diselenan sodný (Na2Se2O6)
- Tetrathionan sodný (Na2S4O6)
- Dithionan draselný (K2S2O6)
- Dithionan lithný (Li2S2O6)